# لشچاوا دولنا
لشچاوا دولنا (به لاتین: Leszczawa Dolna) یک روستا در لهستان است که در گمینا بیرچا واقع شده‌است. لشچاوا دولنا ۸۶۰ نفر جمعیت دارد.